# Heinrich Bender (Sportler)
Heinrich Bender (* 2. Dezember 1902 in Lohrbach; † 10. Juli 1943 am Golf von Korinth) war ein deutscher Rugby-Union-Spieler und Ruderer.
Bender war in seinem Heimatort Lohrbach nach dem Hausnamen seines Geburtshauses auch als Freitigs Heiner bekannt. Sportlich war er beim Heidelberger Ruderklub tätig, einem auf Rudern und Rugby spezialisierten Verein. Als Rugbyspieler gewann Bender zwei deutsche Meisterschaften (1927 und 1928). 
Von 1927 bis 1929 belegte er als Ruderer jeweils den zweiten Platz bei den Deutschen Meisterschaften im Zweier ohne Steuermann. Im Achter war er Teilnehmer an den Olympischen Sommerspielen 1928 in Amsterdam, wurde aber nicht eingesetzt. 1931 wurde er mit der Mannschaft des Mannheimer Ruderverein Amicitia von 1876 deutscher Meister im Achter. Im Folgejahr nahm er mit dem Achter an den Olympischen Sommerspielen 1932 in Los Angeles teil und schied im Hoffnungslauf aus. 1933 gewann er im Zweier ohne Steuermann ein letztes Mal Silber bei Deutschen Meisterschaften.
Bender fiel im Zweiten Weltkrieg am Golf von Korinth und wurde in Griechenland beigesetzt.